# Трипутень, Карина Константиновна
Карина Константиновна Трипутень (урождённая Николаева; род. 7 сентября 1992, Санкт-Петербург, Россия) — российская легкоатлетка, специализирующаяся в спринтерском беге. Призёр чемпионатов России. Мастер спорта России.

## Биография
Тренируется в Санкт-Петербургской Школе высшего спортивного мастерства под руководством Екатерины Куликовой.
В 2014 году впервые стала призёром чемпионата России в помещении, заняв 2-е место в беге на 200 метров.
Спустя год на зимнем национальном первенстве установила личный рекорд на дистанции 400 метров — 53,41. Этот результат позволил ей занять 4-е место в финале и поехать на чемпионат Европы в помещении. Дебют в составе сборной пришёлся на финал эстафеты 4×400 метров: Карина бежала на первом этапе, а российская команда в итоге заняла 6-е место.

## Личная жизнь
Муж — российский бегун на средние дистанции Дмитрий Трипутень.

## Основные результаты
| Год  | Турнир                       | Место проведения  | Дисциплина       | Место       | Результат |
| ---- | ---------------------------- | ----------------- | ---------------- | ----------- | --------- |
| 2014 | Чемпионат России в помещении | Москва, Россия    | 200 м            | 2-е         | 23,91     |
| 2015 | Чемпионат России в помещении | Москва, Россия    | 400 м            | 4-е         | 53,41     |
| 2015 | Чемпионат Европы в помещении | Прага, Чехия      | эстафета 4×400 м | 6-е         | 3.32,53   |
| 2015 | Чемпионат России             | Чебоксары, Россия | 400 м            | 14-е (заб.) | 53,80     |
| 2015 | Чемпионат России             | Чебоксары, Россия | эстафета 4×100 м | 2-е         | 45,14     |